# Монтерейский симфонический оркестр
Монтерейский симфонический оркестр (англ. Monterey Symphony) — американский симфонический оркестр, базирующийся в Монтерее, штат Калифорния.
Основан в 1947 г. как полулюбительский коллектив под руководством Лорелла Маккенна и Клиффорда Андерсона, музыкальных педагогов из двух местных колледжей. В 1953 г. началось постепенное преобразование коллектива в профессиональный состав, завершённое в течение 17-летнего руководства Хаймо Тойбера.

## Музыкальные руководители
- Лорелл Маккенн и Клиффорд Андерсон (1947—1953)
- Грегори Миллар (1953—1959)
- Эрл Бернард Мюррей (1959—1960)
- Роналд Ондрейка (1960—1961)
- Джон Гослинг (1961—1967)
- Ян Де Йонг (1967—1968)
- Хаймо Тойбер (1968—1985)
- Кларк Саттл (1985—1998)
- Кейт Тамаркин (1999—2004)
- Макс Брагадо-Дарман (2004-2020)
- Джейс Огрен (с 2022 г.)